# 詹姆斯·赫奇斯
詹姆斯·「吉姆」·赫奇斯（英語：James "Jim" Hedges；1938年5月10日—2024年3月4日），是一名美國禁酒活動家及前賓夕法尼亞州富爾頓縣湯普森鎮的估稅員，也是自1959年以來及二十一世紀唯一一名曾出任公職的禁酒黨黨員。

## 生平
赫奇斯參與了2016年美國總統選舉，最初是尋求禁酒黨的總統候選人提名的主席格雷格·塞爾策（Greg Seltzer）之競選搭檔。2015年4月，塞爾策因馬里蘭州州長拉里·霍甘提名為馬里蘭州選舉委員會委員而撤回提名及辭去黨主席職務；赫奇斯就此成為禁酒黨總統候選人。
他在2015年7月31日舉行的禁酒黨全國代表大會電話會議中正式提名為2016年總統候選人，競選搭檔為密西西比州的比爾·貝葉斯（Bill Bayes），又參與了美國獨立黨主在加利福尼亞州的初選，獲得10.8%選票和萊克縣的代表提名。

## 外部連結
- 總統競選網站 （页面存档备份，存于）